# Европейска епархия (Македонска православна църква)
Европейската епархия (на македонска литературна норма: Европска епархија) на Македонската православна църква е една от задграничните ѝ епархии.
Диоцезът ѝ обхваща териториите в Европа, където се обслужва православната емиграция от Северна Македония. Седалището ѝ е в Малмьо, Швеция.
От април 2006 г. епархията се управлява от митрополит Пимен Европейски.
Европейската епархия е формирана на 4 декември 1994 година, а на църковно-народния събор в Охрид в 1995 година официално е потвърдена и включена в десетте епархии на македонската православа църква. За пръв архиерей е поставен митрополит Горазд Струмишки с решение на редовната сесия на Светия Синод на 25 август 1995 година в Калищкия манастир. Първото епархийско събрание е проведено на 27 февруари 1994 година в „Свети Николай“ в Майнц, Германия.

## Епископи
- Горазд (Димитриевски) (5 август 1995 – 6 април 2006)
- Пимен (Илиевски) (от 6 април 2006)